# Palandöken
Palandöken là một quận thuộc tỉnh Erzurum, Thổ Nhĩ Kỳ., mật độ 18 người/km².
Dân số năm 2010 là 154.612 người, trong đó 153.031 sống trong thành thị. Quận được thành lập tháng 3 năm 2008, giáp với Aziziye và Yakutiye cùng nhau tạo nên ba quận của thành phố Erzurum. Palandöken lấy tên từ núi Palandöken, nằm ở phía nam của thành phố.